# 関ジャニ∞ 渋谷すばるのスバラジ
『関ジャニ∞ 渋谷すばるのスバラジ』（かんジャニエイト しぶたにすばるのスバラジ）および『渋谷すばるのスバラじ』（しぶたにすばるのスバラじ）および『渋谷すばるのスバラDee』（読み同じ）は、2010年10月3日からタイトルや放送媒体を変えながら放送および配信されているラジオ番組。渋谷すばるの冠番組である。
2010年10月3日から2018年7月1日までは『関ジャニ∞ 渋谷すばるのスバラジ』のタイトルでNACK5で放送されていた。独立後の2019年10月9日から2020年11月20日までは『渋谷すばるのスバラじ』として自身のYouTubeチャンネルで不定期のYouTubeラジオ番組として配信。更に2023年8月2日から2024年6月19日まではは『渋谷すばるのスバラDee』としてAuDeeで配信ラジオ番組として隔週水曜日に配信されていた。

## 概要
2010年10月3日にNACK5で『関ジャニ∞ 渋谷すばるのスバラジ』として放送開始。
2011年6月2日にNACK5で「関ジャニ∞・渋谷すばる 1Day Special!」が行われ、午前9時から午後7時45分まで放送されている番組全てにゲスト出演した。
同年11月3日には公開収録を行い、直前発表にもかかわらず4000通以上の応募があった。その後公開収録は毎年恒例となっていた。
2018年7月1日（6月30日深夜）に渋谷の関ジャニ∞からの脱退・ジャニーズ事務所からの退所に伴い、『スバラジ』としては一度最終回を迎えた。
2019年10月9日より、自身のYouTubeチャンネルで『渋谷すばるのスバラじ』とタイトルを変えて本番組を再び配信開始。主なスタッフも変わらず、約1年振りの再開となった。しかし、2020年11月20日配信分（#14）以降の配信が途絶え、実質的に『スバラじ』としては幕を閉じた。
2020年以降は『スバラジ』が、2018年6月までの放送局であるNACK5で2020年11月13日（金曜日）と2022年10月1日（土曜日）の2回にわたり、本番組と同じく柏田が放送作家を務める番組『Hit Hit Hit !!』で、番組内コーナーとしてではあるが復活を果たしている。
2023年8月2日より、『渋谷すばるのスバラDee』と2度目の改題を行い、AuDeeで配信開始した。同年7月22日には番組開始を記念した『AuDee「渋谷すばるのスバラDee」スペシャル公開録音イベント』およびその生配信を行った。
2024年には、自身のファンクラブ限定イベント『babu会 vol.3』にて、本番組とのコラボレーションとして、会場限定のコーナーなどを含めた公開収録が実施され、この様子が本番組で配信された。
2024年6月の放送をもって、『スバラDee』の隔週の定期配信を終えた。

## 出演者
パーソナリティ
- 渋谷すばる（元関ジャニ∞）

その他
- 柏田眞志（放送作家・浅井企画所属）

番組初期は、渋谷の意向で本名を明かしていなかったため「Kさん」と呼ばれていたが、現在は「柏田さん」と呼ばれている。
関西弁で浅井企画ネタに精通していた。
最終回で亀高美智子と「何丁目くらいしか変わらない」というほど近所に住んでいることが判明した。
- 桑原淳一（テイチクエンタテインメント→INFINITY RECORDS）

通称「くわちゃん」。CD、DVD発売の際に時折出演。
2011年の公録に桑名正博の『セクシャルバイオレット No.1』の出囃子で登場している。公開収録にて渋谷曰く「引くほど緊張していた」挙句にCDの特典を間違えた。
村上信五のラジオに渋谷が出演した際に「曲の良し悪しは個人しかわからないからやめたい」と渋谷が漏らしたところ、話を聞かず他のスタッフと談笑しており、渋谷から「全然聞いてない」「今絶対エロい話をしていた」と説教された。

### 過去のコメントゲスト
- 関ジャニ∞
- 横山剣
- 徳光和夫
- ザ・クロマニヨンズ
- 舘ひろし
- つんく♂
- 二階堂ふみ
- 笑福亭鶴瓶

## コーナー
フツおた
渋谷に話したいことなどを送る、普通のおたよりのコーナー。1回につき3枚読まれ、ステッカーをプレゼントする対象になる。ライブやDVD、CD発売時期にはその感想のメールが読まれる。

奇跡の一枚
周りであった凄い写真を見ながら感想を言うコーナー。載せられるものは公式ブログで掲載することもある。初期は画像添付を許可していたが、現在は写真を封筒などで送る形式をとっている。

妄想鉄道スバルナイン
リスナーから送られた『もし渋谷すばるが○○だったら』というお題で、渋谷が妄想を語るコーナー。コーナーの最後には、その妄想の最終的なまとめをする。
コーナー誕生のきっかけは渋谷の「もし、1日女になったら」という妄想トークから。

この後なになに？
歌詞の一部分をクイズにして曲を流しながら答えるコーナー。

∞クエスチョン
8文字以内で渋谷に質問をするコーナー。漢字や小文字を含めて8文字。
しかし文字数がオーバーしているものも多く、さらに、文字数が少なすぎてタメ口になったり、変な質問になったりすることが多い。

イッツ・オーライ！
渋谷にムチャブリメールを送るコーナー。OKならば「イッツオーライ」だが、NOの場合もある。ほとんど行われないコーナー。

ネームオブラブ
送られてきた写真のアイテムに、渋谷が命名するコーナー。ほとんど行われないコーナー。

安田章大良い人伝説
安田章大の偉大さについて考えるコーナー。安田がどれだけ良い人かという話を勝手に妄想する。

ザッツ下ネタ
日常会話のなかで「これは下ネタ？」と思う言葉がどこまで下ネタかを考えるコーナー。このコーナーの場合、当番組を『報道番組なスバラジ』と設定。

腹立つ話
身近に起こった腹が立つ話を読むコーナー。

eighterスゴイイ話
関ジャニ∞のファンの呼称である「eighter」の本当にあった凄い話、またはおかしな話を読むコーナー。ライブの時期によく行われる。

それ！あるある
「すばる」「職場」「学校」「電車」などのあるあるを募集するコーナー。普通のあるあるではなく、もはや当たり前なもの（自然現象、生理現象など）や、限られた人にしかわからないあるある（レオタードが食い込む、給食に蟹が出るなど）もある。テーマソングは西田ひかるの『きっと愛がある』。定期的に渋谷が「西田ひかるのお誕生日パーティーはまだやってるんですか？」と聞いている。

∞クイズ
渋谷が過去にTV・ラジオ・雑誌・ライブなどで過去に発した言動をクイズにするコーナー。渋谷以外の関ジャニ∞メンバーのクイズも募集している。ほとんど行われないコーナー。

対決！ スタンダード
議論の分かれるスタンダードを渋谷がジャッジするコーナー（例:目玉焼きには醤油かソースか？ うどんはきつねかたぬきか？ 阪神といえば掛布かバースか？ など）。

お宝曲発見
「今では大物俳優のあの人が過去にこんな歌を…」といったレアな音源を聴いて楽しむ音楽コーナー。ほとんど行われないコーナー。

それ ええの？
いろいろな自分の価値観を募集して、他人の物差しは本当にいいのかどうかを判定するコーナー（例:「他人の歯ブラシは使うものです」「落ちた焼き肉のロースは、10秒以内に拾うと食べれます」「好き同士なら友達の恋人と付き合っても良い！」など）。

教えてリスナーちゃん
渋谷がわからない事を、リスナーに教えてもらうコーナー。寄せられた回答からベストアンサーを選ぶ。

∞対決
渋谷VSリスナーで、渋谷を8文字以内で笑わせるネタコーナー。ほとんど行われないコーナー。

スバコク
人には言えない自分の秘密をスバラジで告白するコーナー（例:「人の靴の匂いが死ぬほど好きです」など）。 告白内容がかなりえげつない。
あけましておめでとうメール
当番組は録音のため、「妄想上の」年末年始の出来事を盛り込んだ新年の挨拶メールを前もって募集し、新年最初の放送で紹介する。NHK紅白歌合戦を題材とした妄想が多い。中には「喪中のため新年の挨拶を控えさせていただきます」というツワモノもいた。

すばる王国
リスナーから送られる特技などを、すばる王国に必要かどうかを渋谷扮する「すばる王」が決めるコーナー。
必要とみなされれば入国を許可される。実際に許可され、住民となったリスナーは6人以上。

### 番組キャラクター
- すばらじん（すば裸人）

「スバラジキャラクターを作ろう」企画でリスナーの投稿より選ばれた。
性別は男であり裸でペグが4つ、弦が6本ある楽器を持っていて、口癖は「寒くはないよ」「ちょっとずつ、脱いでいこ」志は「全てをさらけ出すことで何かが生まれる。全身でぶつかれ。」
初めての公開収録の時にステッカーが制作され、原案を投稿したリスナーにもプレゼントされた。その後、番組へのお便りを採用されたリスナーにプレゼントしている。

## 放送リスト

### 渋谷すばるのスバラじ

#### 2019年
| 回 | 配信日   | ゲスト | 出典       |
| -- | -------- | ------ | ---------- |
| 1  | 10月9日  | 無し   | [ 動画 1 ] |
| 2  | 10月16日 | 無し   | [ 動画 2 ] |
| 3  | 10月23日 | 無し   | [ 動画 3 ] |
| 4  | 12月31日 | 無し   | [ 動画 4 ] |

#### 2020年
| 回 | 配信日   | ゲスト                                      | 出典        |
| -- | -------- | ------------------------------------------- | ----------- |
| 5  | 1月1日   | 無し                                        | [ 動画 5 ]  |
| 6  | 1月20日  | 塚本史朗、山本健太、なかむらしょーこ、Shiho | [ 動画 6 ]  |
| 7  | 1月23日  | 塚本史朗、山本健太、なかむらしょーこ、Shiho | [ 動画 7 ]  |
| 8  | 1月26日  | 塚本史朗、山本健太、なかむらしょーこ、Shiho | [ 動画 8 ]  |
| 9  | 2月19日  | 無し                                        | [ 動画 9 ]  |
| 10 | 2月28日  | 無し                                        | [ 動画 10 ] |
| 11 | 3月7日   | 無し                                        | [ 動画 11 ] |
| 12 | 3月13日  | 無し                                        | [ 動画 12 ] |
| 13 | 11月13日 | 無し                                        | [ 動画 13 ] |
| 14 | 11月20日 | 無し                                        | [ 動画 14 ] |

### 渋谷すばるのスバラDee

#### 2023年
| 回 | 配信日   | タイトル | 備考 |
| -- | -------- | --- | ---- |
| 1  | 8月2日   | 祝復活 公開イベントを終えたすばるクン |      |
| 2  | 8月16日  | 番組復活記念イベントに来てくれたリスナーさんの感想を一部紹介!                                                                              |      |
| 3  | 8月30日  | 番組復活記念に行ったイベント内で紹介できなかったメッセージをちょっとだけ紹介!                                                              |      |
| 4  | 9月13日  | 番組復活記念・公録イベント内で紹介できなかったメッセージを今回もご紹介! リスナーさんのお悩みにすばる君が答えます                           |      |
| 5  | 9月27日  | 番組復活記念・公録イベント内で紹介できなかったメッセージをご紹介 リスナーさんにもおなじみのあの常連さんが登場?                             |      |
| 6  | 10月11日 | 誕生日を迎えた後、今のすばるクンがトーク! ひとりでたくさんのフツオタを紹介メッセージをご紹介 リスナーさんにもおなじみのあの常連さんが登場? |      |
| 7  | 10月18日 | すばるクンが野外で公録、渋谷すばるのスバラDee2回目の公録の模様を配信                                                                       |      |
| 8  | 11月8日  | 渋谷すばるのスバラDee2回目今回は公録で行った平成を懐かしむコーナーをお届け                                                                 |      |
| 9  | 11月22日 | 今回も2回目の渋谷すばるのスバラDee公録の様子、ラジオなのに絵を描くコーナー「すばる展覧会」Part1をお届け                                    |      |
| 10 | 12月6日  | みなさんから届いている「フツオタ」をできるだけご紹介                                                                                       |      |
| 11 | 12月20日 | 今回はクリスマスに絡んだメッセージをご紹介!                                                                                                |      |

#### 2024年
| 回     | 配信日  | タイトル                                                                                        | 備考     |
| ------ | ------- | ----------------------------------------------------------------------------------------------- | -------- |
| 12     | 1月3日  | 今回は年始恒例企画も復活!                                                                       |          |
| 13     | 1月17日 | 今回は成人について語るすばるクン                                                                |          |
| 14     | 1月31日 | 今回もフツオタをご紹介                                                                          |          |
| 15     | 2月14日 | バレンタインデーぽいお話もちょっとだけしてくれます                                              |          |
| 16     | 2月28日 | 制作に忙しい日々を送るすばるクンの日常やライブの感想などフツオタをご紹介                        |          |
| 17     | 3月13日 | すばるクンが話題の「アレ」について、そしてフツオタではまた食べたことのないお菓子についてトーク! |          |
| 18     | 3月27日 | みなさんからの「フツオタ」をご紹介します!                                                       |          |
| 19     | 4月10日 | babu会とのコラボ回! ファンの皆さんと直でやりとりもします!                                       |          |
| 20     | 4月24日 | babu会とのコラボ回! ここではフツオタの一部をご紹介!                                             |          |
| 21     | 5月8日  | babu会とのコラボ回! 東京会場1日目 フツオタを一部ご紹介!                                         |          |
| 22     | 5月22日 | babu会とのコラボ回、東京会場2日目に届いたフツオタを一部ご紹介!                                  |          |
| 23     | 6月5日  | babu会とのコラボ回 大阪会場ではこんなコーナーもやってたんです!                                  |          |
| 24(終) | 6月19日 | babu会とのコラボ回 東京会場ではバンドメンバーも急遽登場したこんなコーナーもありました!          | [ 注 2 ] |

## エピソード
- 開始当初から番組コンセプトは『音楽番組』である。実際はそこからかけ離れたコーナーも多く、ことあるごとに『音楽番組』と改めなおしている。また、直前CMでは必ず『音楽番組』と名乗っている。
- オープニングでは番組あいさつなどは基本的にはなく、いきなり会話から始まる。また、NACK5時代は放送時間が深夜ということもあり下ネタが多かったが、その際は規制音が入る。
- 番組開始当時から、番組内で流れる曲は全て渋谷の選曲である。(番組BGMは作家が選曲。) また、関ジャニ∞の新曲の発売時期になると、先行初解禁として流す場合もある。
- 番組制作においては比較的渋谷の意見が尊重されている。公開収録の打ち上げの様子を録音して流す案も採用され、2013年から恒例になっている。打ち上げで渋谷は酔っ払い気味であり、数少ない女性スタッフにセクハラまがいな発言をしたが、女性スタッフもかなりの変わり者で、逆に男らしい発言で返されていた。
- ラジオ番組でありながらロケに出ることもある。第1回のロケは関ジャニ∞の楽屋であり、渋谷の誕生日が近いという理由から、メンバーから無理やりプレゼントと称して私物をもらうものだった。貰った物は茶色の紙、クロムハーツ、帽子2つ、伊達メガネ、タコ足コンセント、ガムの包み紙など。
- 前述の「1Day Special!」を行った際、当番組の聴取率の良さから、NACK5の社長が渋谷に挨拶をしに訪れた。
- 大物芸能人から番組へ、定期的にコメントが届いていた。
- 年末に公開録音を行っている。応募は電子メールで、当選通知もメールで届くが、メールアドレスが変わっていると落選となる。
- 2012年11月、NACK5全体でのブログランキングで1位を獲得した。
- フリートーク中にザ・クロマニヨンズやそのメンバーのCDが発売が決まると、先にレコード会社スタッフのくわちゃん（桑原淳一）から貰えるらしく、勝手にクロマニヨンズの宣伝をする。2015年10月11日、15日には初スタジオゲストとしてクロマニヨンズが登場した。
- フリートークで、好きな女優として宮沢りえと安達祐実について語ったことがある。宮沢は特に大好きで「ヨルタモリ』や『ぼくらの七日間戦争』の話を頻繁にしており、トークが長すぎて途中で遮られた。松たか子についても熱く語り、『アナと雪の女王』を字幕版、日本語吹き替え版と2回観に行ったエピソードを披露した。
- 家族について語ることも多い。「両親が夫婦喧嘩で父親がさくらんぼを投げ、母親がボールでカバーした」「母親の声がラジオで流れた」「父親が渋滞にイライラしすぎたせいで遊園地に行けなかった」「兄が大切にしていたライターを川に誤って投げ捨てた」「ファミコンで兄弟喧嘩になった」「歳の離れた弟と会話するには一回母親を挟む」「中学生の姪っ子（兄の娘）がLINEで『疲れた』と書いていた」「女装したら母親に喜ばれたが、坊主にしたら『お父さんにそっくり』とキレられた」「東京に来た母親が『東京は犬までシュッとしている」と感心していた』など、かなりプライベートに踏み込んだことを語っている。
- 近藤真彦は自身のラジオ番組「近藤真彦 くるくるマッチ箱」にて「コーナーの多さでギネスを狙う」と語ったが、当番組のコーナー数が「くるくるマッチ箱」よりも多かったため、近藤からクレームが入った。その後、2018年に当番組が終了し、その件はうやむやになった。